# Groenehartsport.nl
Groenehartsport.nl is een Nederlandse marathonschaatsploeg die sinds 2005 uitkomt in de Top- en Beloftendivisie van de KNSB Cup en herkenbaar is aan fel gele met groene tenues. Ze werd opgericht vanuit het Gewest Zuid-Holland. In 2006 kwam er een damesploeg bij. In enkele seizoenen reden er aparte teams in de Topdivisie of bij de Masters. Vanaf 2020 is de B-ploeg verbonden aan de Topdivisieploeg Sportchalet Viehhofen.

## Geschiedenis
De ploeg werd in september 2005 in Driebruggen gepresenteerd als een initiatief van het Gewest Zuid-Holland en zeven agrarische bedrijven. De sponsoren stonden niet op de kleding, maar op de website Groenehartsport.nl. Hierdoor konden ook andere sponsoren aanschuiven en de ploeg ondersteunen.
In het eerste seizoen boekten Koos Kortekaas, Jaap Smit en Melvin van Zanten vijf overwinningen. Smit won daarnaast nog The Greenery driedaagse en Kortekaas liet zich vooraan zien op de Weissensee. Dankzij hun successen stroomden ze door naar andere ploegen. Groenehartsport.nl trok nieuwe talenten aan en formeerde ook een damesploeg onder leiding van Marrianne Stuut. De herenploeg debuteerde in 2008 in de Topdivisie.
De tweede fase van de herenploeg ontstond in 2013, toen de sponsor zich terugtrok van de damesploeg en een nieuw mannenteam oprichtte onder leiding van Joost Juffermans. Een jaar eerder was die ploeg juist gestopt met een mannenformatie in de Eerste Divisie. De vrouwenploeg ging daarna verder met sponsor Mastermind en heet in 2025 VGR Sport-Vreugdenhil.
In 2020 fuseerde de organisatie met de Brabantse topdivisieploeg PGMBakker-Stehmann-Viking, die met sponsor Sportchalet Viehhofen verder ging. Groenehartsport.nl bleef hoofdsponsor van de B-ploeg. In 2023 werd de ploeg opgeheven, om een jaar later weer terug te keren.

## Begeleidingsstaf
De ploeg stond onder leiding van Gé Wijnands (2005-2012), Joost Juffermans (2013-2019) en Kurt Wubben (2016, 2020), Linda Bouwens (2019-2022) en Aad de Haas (2020-2023). De Haas, Wubben en R. Vermeulen traden op als verzorger. Jan Dirk Corts was vertegenwoordiger van de ploeg.

## Rijders

### Seizoen 2015-2016
De volgende schaatsers maken deel uit van dit team:
- Mark van der Hulst
- Rik Qualm
- Niels Overvoorde
- Sjors van der Meer
- Christiaan Hoekstra